# Ficus benghalensis
A figueira-de-bengala (Ficus benghalensis) ou baniano é uma espécie de figueira endémica do Bangladesh, Índia e Sri Lanka. Em sânscrito o seu nome é Vatavrkscha ou WataWrkscha. No português de Goa eram conhecidos como árvores da gralha (em concani: vôdd). A figueira-de-bengala produz raízes aéreas delgadas que crescem até atingir o solo, começando então a engrossar até formarem troncos indistinguíveis do tronco principal. Deste modo, podem crescer até ocuparem vários hectares.
É a árvore nacional da Índia.